# Hưng Hải
Hưng Hải (兴海县) là một huyện thuộc châu tự trị Hải Nam, tỉnh Thanh Hải, Cộng hòa Nhân dân Trung Hoa. Huyện này có diện tích 13.158 ki-lô-mét vuông, dân số năm 2001 là 60.000 người, trong đó 76% là người Tạng. Mã số bưu chính là 813300. Chính quyền huyện đóng ở trấn Tử Khoa Than (子科滩). Huyện này gồm 2 trấn và 7 hương.
- Trấn: Tử Khoa Than, Hà Tạp.
- Hương: Tang Đương, Đường Nặc Hợi, Khúc Thập An, Long Tàng, Ôn Tuyền, Trung Thiết và Trại Thập Dong Mục.